# 訃報 2016年9月
訃報 2016年9月（ふほう 2016ねん9がつ）では、2016年9月に物故した、または物故が報じられた人物をまとめる。

## (1日 - 15日)

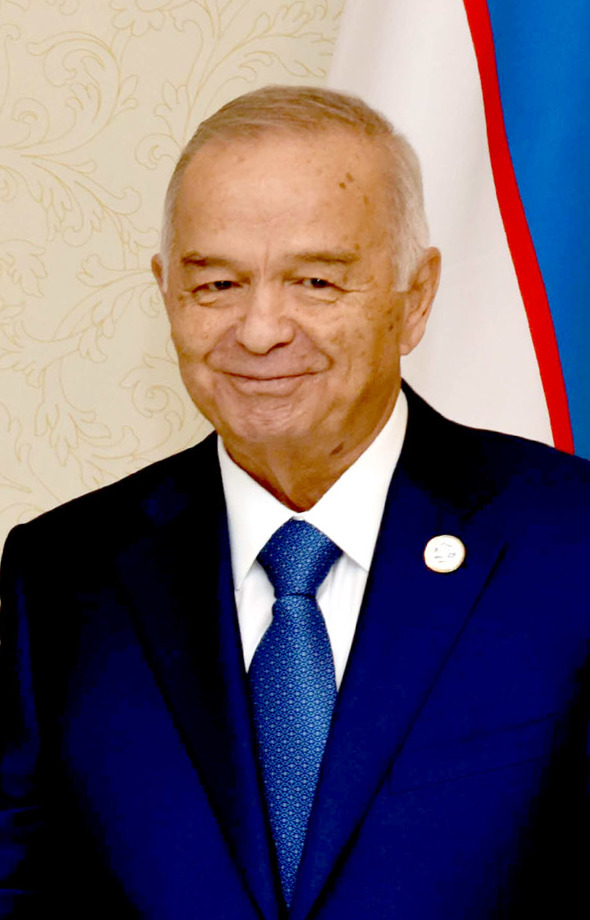
イスラム・カリモフ／9月2日没

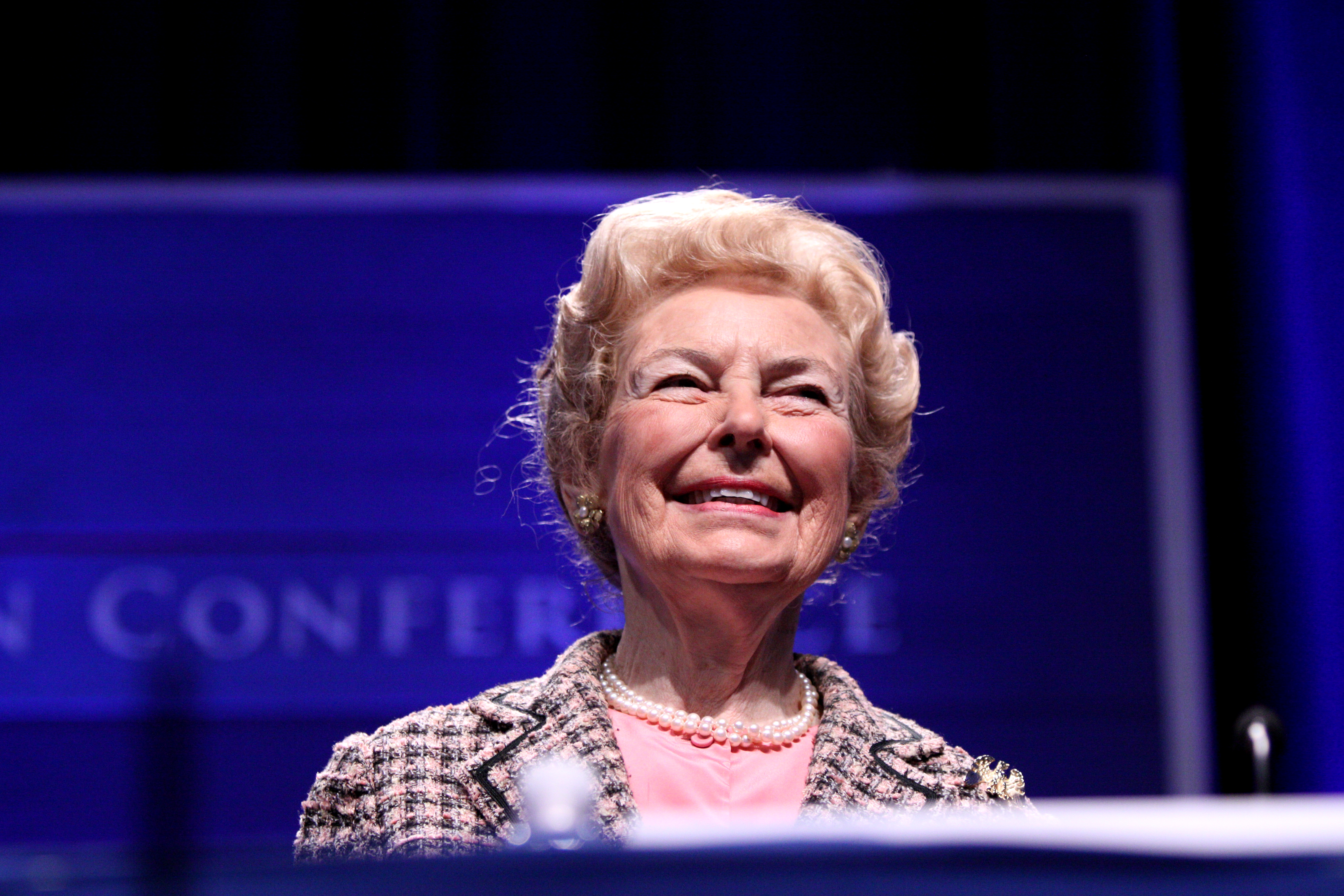
フィリス・シュラフリー／9月5日没

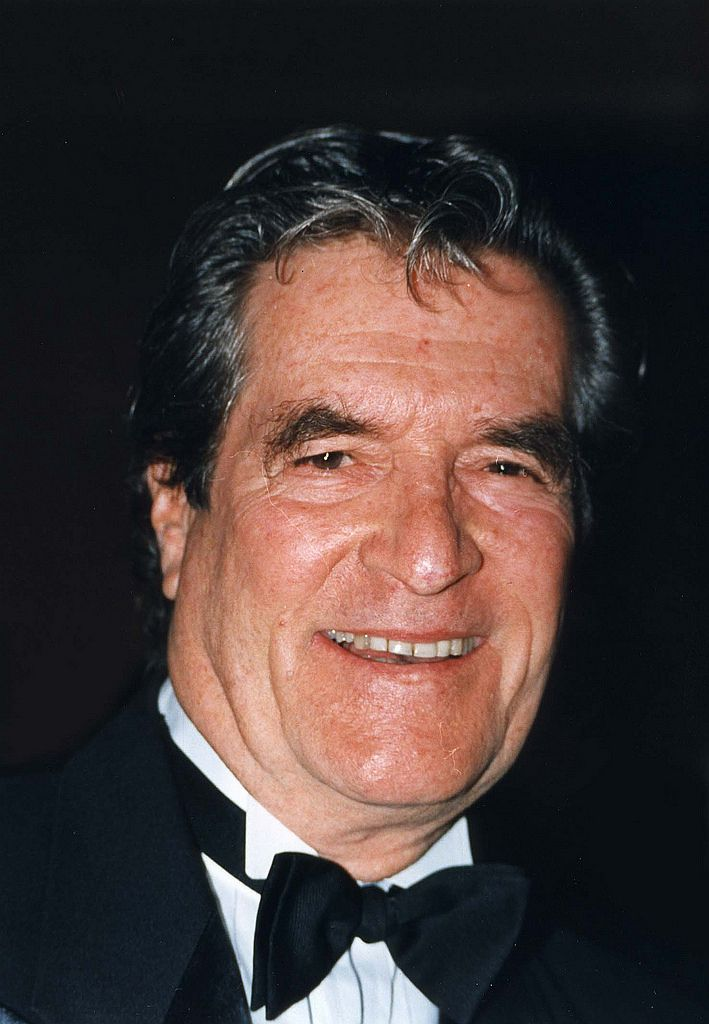
ヒュー・オブライエン／9月5日没

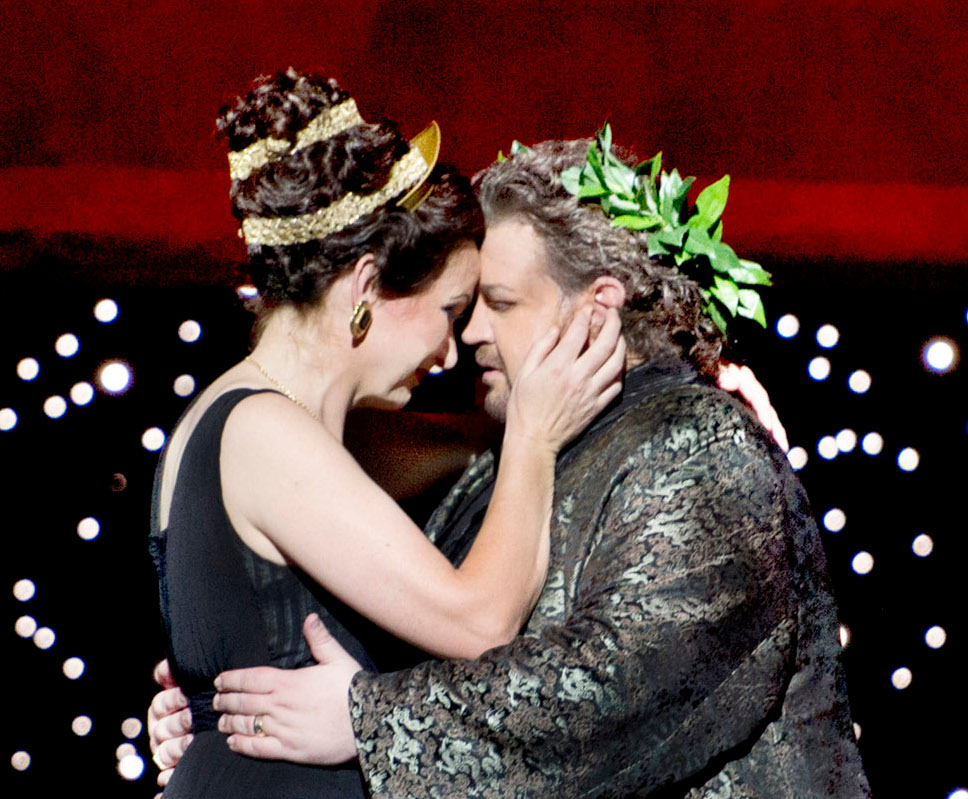
ヨハン・ボータ（右）／9月8日没

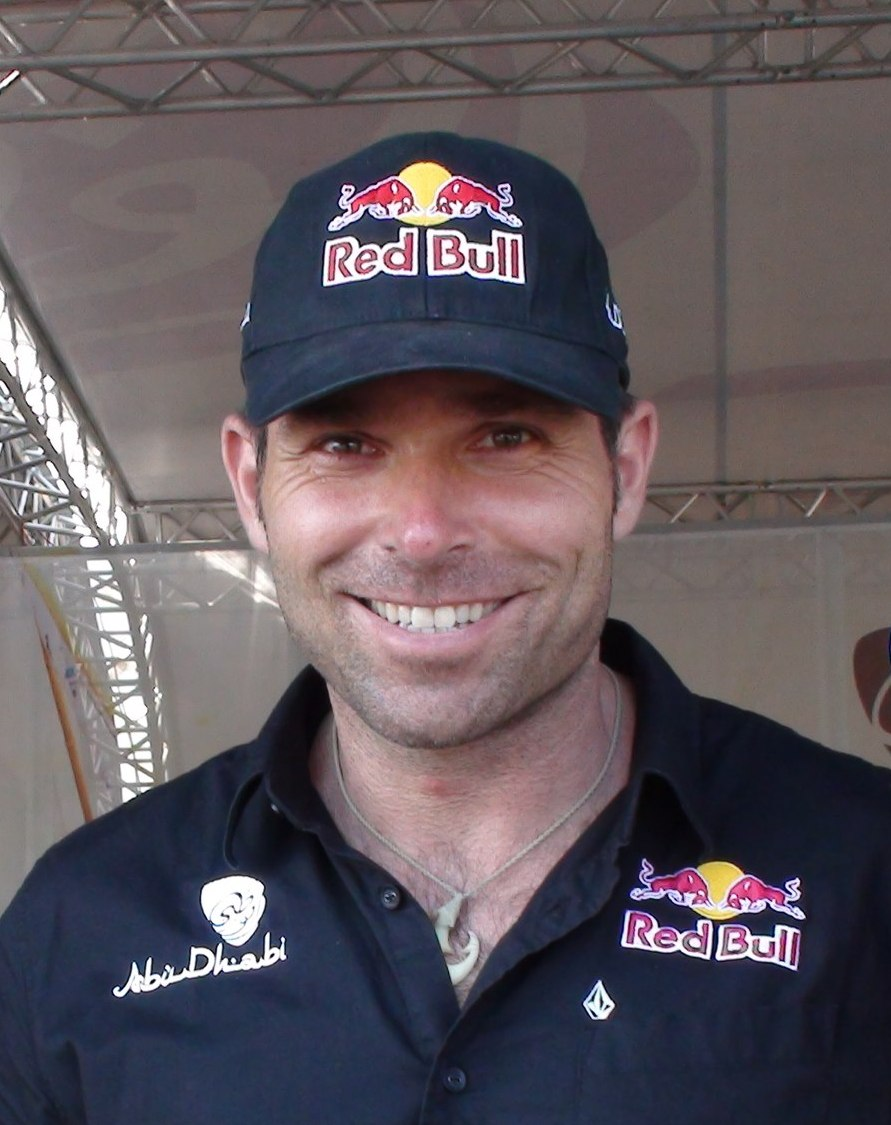
ハンネス・アルヒ／9月8日没

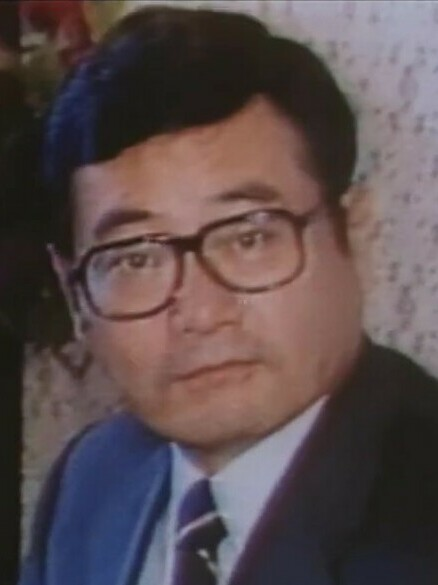
加藤紘一／9月9日没

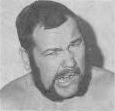
ムース・モロウスキー／9月10日没

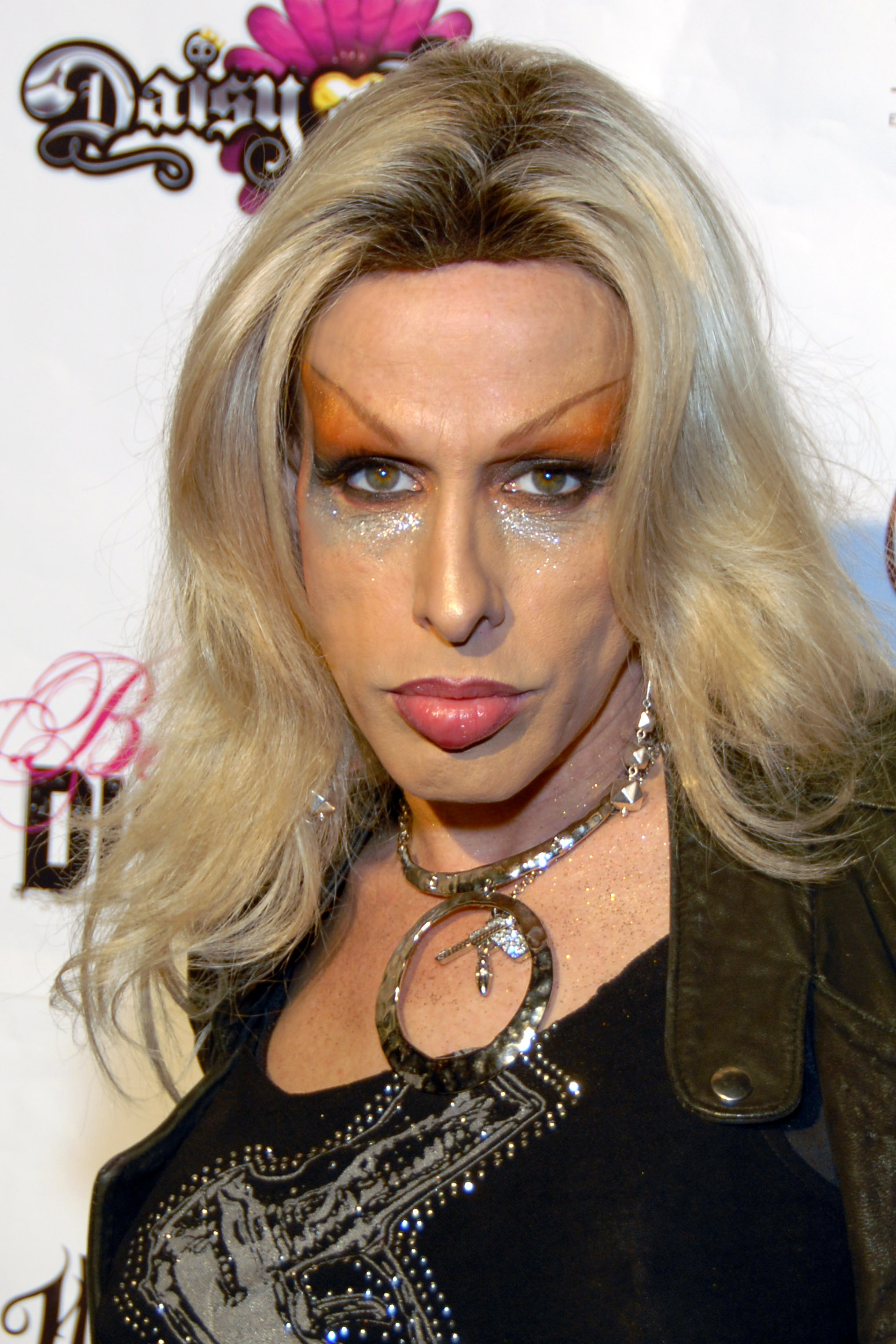
アレクシス・アークエット／9月11日没

- 9月1日 - 永田照喜治、日本の農業研究家（* 1926年）[1]
- 9月1日 - 鈴木昌友、日本の植物学者、茨城大学名誉教授（* 1931年）[2]
- 9月1日 - ジョン・ポリト、アメリカ合衆国の俳優（* 1950年）[3]
- 9月1日 - 柳斗烈（朝鮮語版）、大韓民国のプロ野球選手、ロッテ・ジャイアンツ投手（* 1956年）[4]
- 9月2日 - イスラム・カリモフ、ウズベキスタンの政治家、大統領（* 1938年）[5]
- 9月2日 - テクマ!、日本のニューウェイブミュージシャン [6]
- 9月3日 - レスリー・H・マーティンソン（英語版）、アメリカ合衆国の映画監督（* 1915年）[7]
- 9月3日 - 高橋令則、日本の政治家、元参議院議員【新進党・自由党所属】（* 1934年）[8]
- 9月4日 - 粟屋敏信、日本の政治家、官僚、元衆議院議員【自由民主党・新生党・新進党・太陽党・民政党・無所属の会所属】（* 1926年）[9]
- 9月4日 - 新村嘉也、日本の実業家、元高砂香料工業社長（* 1936年）[10]
- 9月4日 - 秦野一憲、日本の実業家、中海テレビ放送社長（* 1948年）[11]
- 9月5日 - フィリス・シュラフリー、アメリカ合衆国の憲法学者、活動家（* 1924年）[12]
- 9月5日 - ヒュー・オブライエン、 アメリカ合衆国の俳優（* 1925年）[13]
- 9月5日 - 武田敏雄、日本の洋画家（* 1938年）[14]
- 9月6日 - 堀口真平、日本の政治家、元埼玉県議会議長（* 1932年?）[15]
- 9月6日 - 園田立信、日本の畜産学者、元宮崎大学教授（* 1942年?）[16]
- 9月7日 - 奥田孝次郎、日本の政治家、元高知県夜須町長（* 1931年?）[17]
- 9月7日 - 石田武至、日本の彫刻家、名古屋芸術大学名誉教授（* 1932年）[18]
- 9月7日 - 船山浩志、日本のバレーボール指導者（* 1935年）[19]
- 9月7日 - 広松久穣、日本の実業家、土佐鶴酒造会長（* 1940年?）[20]
- 9月7日 - たかし、日本のお笑い芸人（* 1974年）[21]
- 9月8日 - 中山清次、日本の経済学者、元山口女子大学学長（* 1919年）[22]
- 9月8日 - 熊田陽一郎、日本の哲学者、中央大学名誉教授（* 1928年）[23]
- 9月8日 - ヨハン・ボータ、南アフリカ共和国のテノール歌手（* 1965年）[24]
- 9月8日 - ハンネス・アルヒ、オーストリアの曲技飛行パイロット、登山家（* 1967年）[25]
- 9月9日 - 加藤紘一、日本の政治家、元自由民主党衆議院議員、元自由民主党幹事長、第54代内閣官房長官（* 1939年）[26]
- 9月9日 - 渡辺彰三、日本の実業家、元フジ日本精糖社長（* 1940年?）[27]
- 9月9日 - 阿部勝征、日本の地震学者、東京大学名誉教授、地震予知総合研究振興会会長（* 1944年）[28]
- 9月9日 - 新井靖志、日本のサクソフォーン奏者（* 1965年）[29]
- 9月10日 - 花柳茂香、日本の日本舞踊家（* 1926年）[30]
- 9月10日 - ムース・モロウスキー、カナダのプロレスラー（* 1935年）[31]
- 9月11日 - 加藤九祚、日本の人類学者、国立民族学博物館名誉教授（* 1922年）[32]
- 9月11日 - 伊藤茂、日本の政治家、元衆議院議員【日本社会党・社会民主党所属】、元社会民主党幹事長、第67代運輸大臣（* 1928年）[33]
- 9月11日 - 芋縄純市、日本の実業家、コノミヤ創業者（* 1932年）[34]
- 9月11日 - 大森義夫、日本の警察官僚（* 1939年）[35]
- 9月11日 - アレクシス・アークエット、アメリカ合衆国の女優（* 1969年）[36]
- 9月12日 - 石川昌、日本の政治家、元千葉県木更津市長（* 1922年）[37]
- 9月12日 - 川崎健、日本の水産学者、東北大学名誉教授（* 1928年）[38]
- 9月12日 - 中内光昭、日本の生物学者、元高知大学学長（* 1930年）[39]
- 9月12日 - 征矢高行、日本のプロ野球選手【読売ジャイアンツ所属】（* 1933年）[40]
- 9月13日 - 渡辺隆、日本の工学者、東京工業大学名誉教授（* 1926年?）[41]
- 9月14日 - 菊田茂男、日本の国文学者、東北大学名誉教授（* 1929年）[42]
- 9月14日 - 菅江謹一、日本の生化学者、奈良女子大学名誉教授（* 1929年?）[43]
- 9月15日 - 安田昭三、日本の農学者、岡山大学名誉教授（* 1927年）[44]
- 9月15日 - 高倉柳太、日本の政治家、元大分県天瀬町長（* 1929年?）[45]
- 9月15日 - 峯岸孝哉、日本の宗教学者、駒澤大学名誉教授（* 1933年）[46]
- 9月15日 - 流敏晴、日本のプロ野球選手【阪急ブレーブス所属】（* 1948年）[47]

## (16日 - 30日)

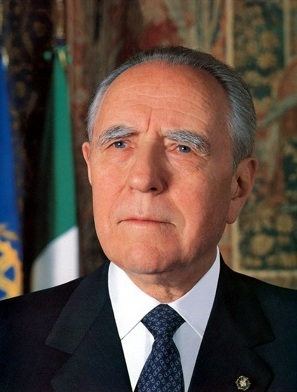
カルロ・アツェリオ・チャンピ／9月16日没

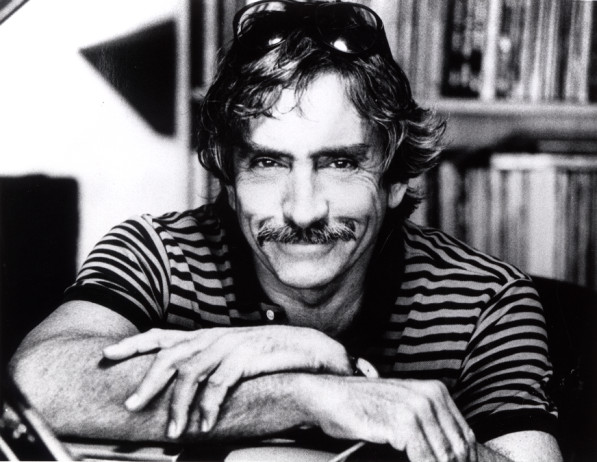
エドワード・オールビー／9月16日没

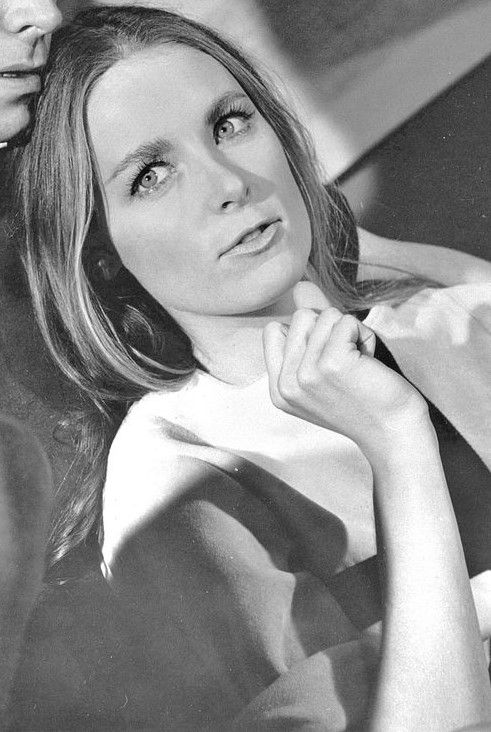
シャーミアン・カー／9月16日没

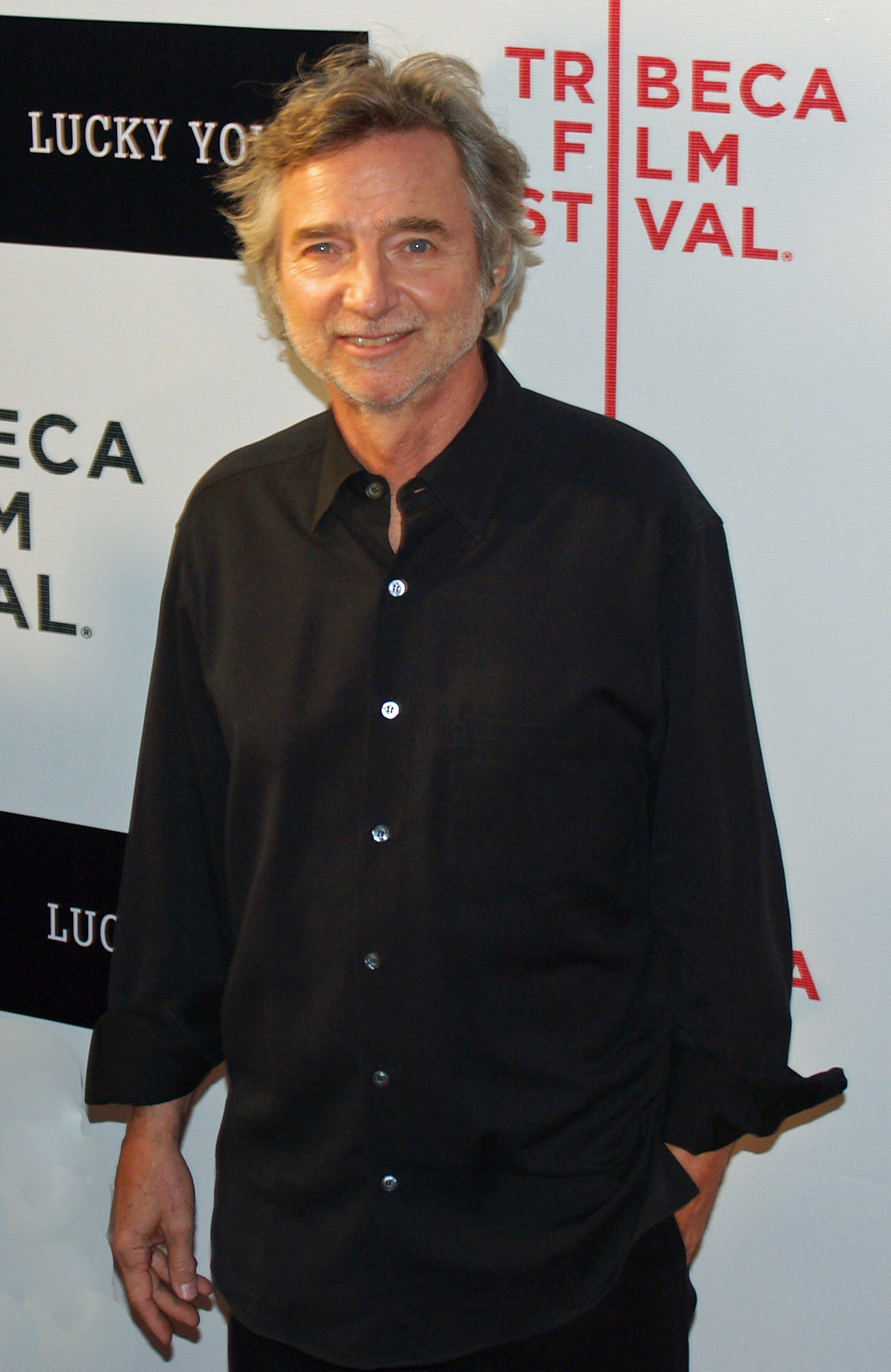
カーティス・ハンソン／9月20日没

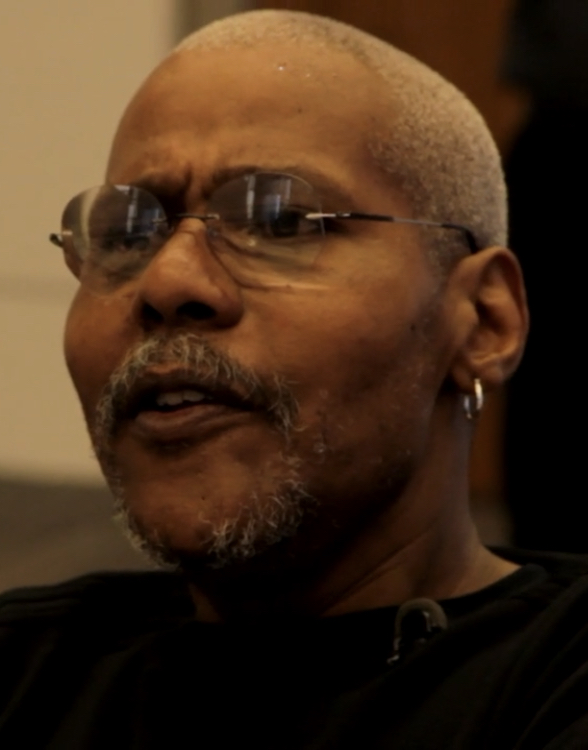
ビル・ナン／9月24日没

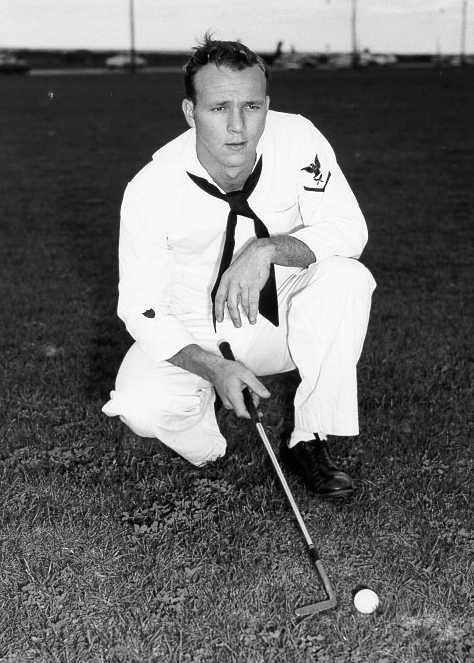
アーノルド・パーマー／9月25日没

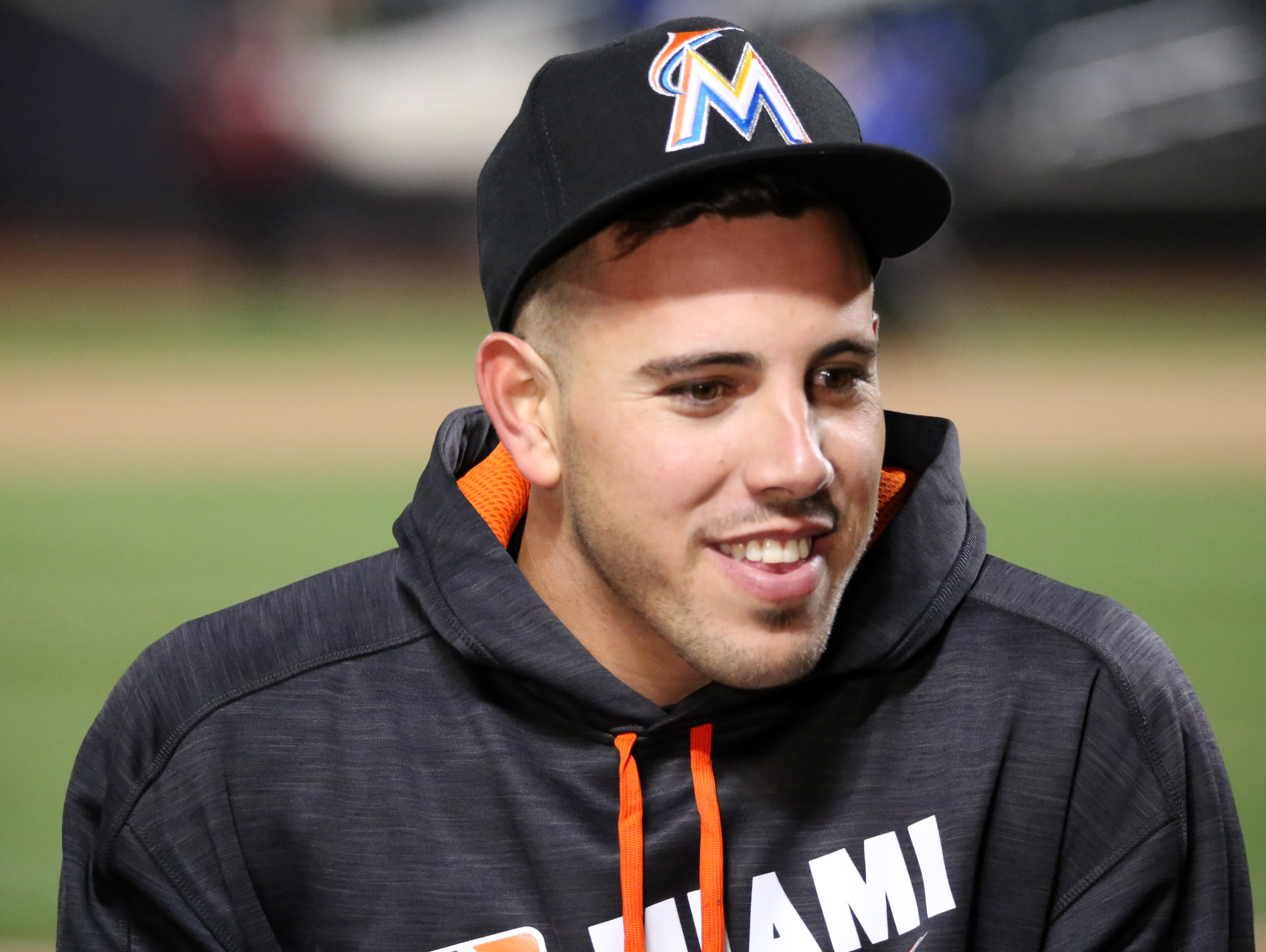
ホセ・フェルナンデス／9月25日没

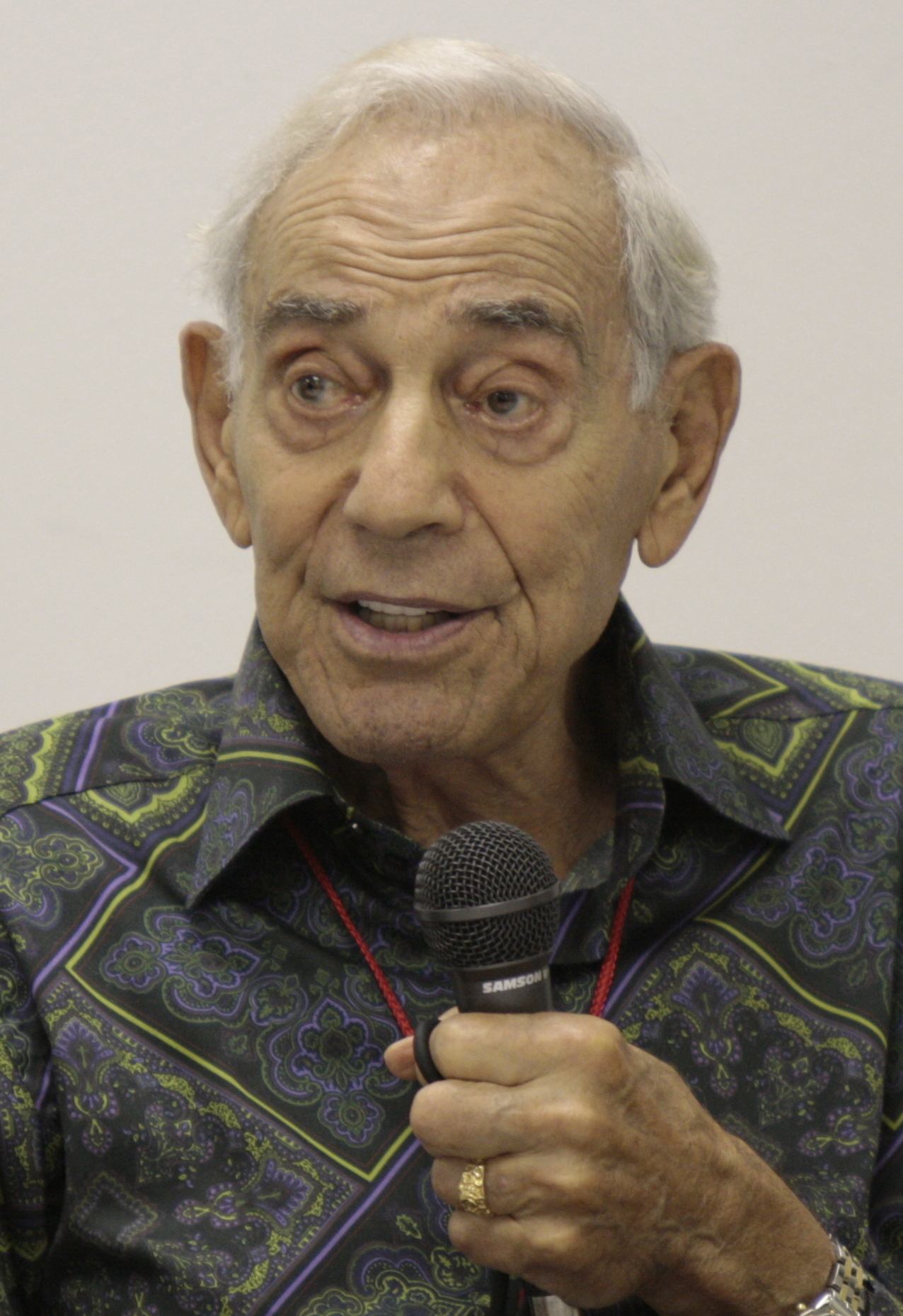
ハーシェル・ゴードン・ルイス／9月26日没

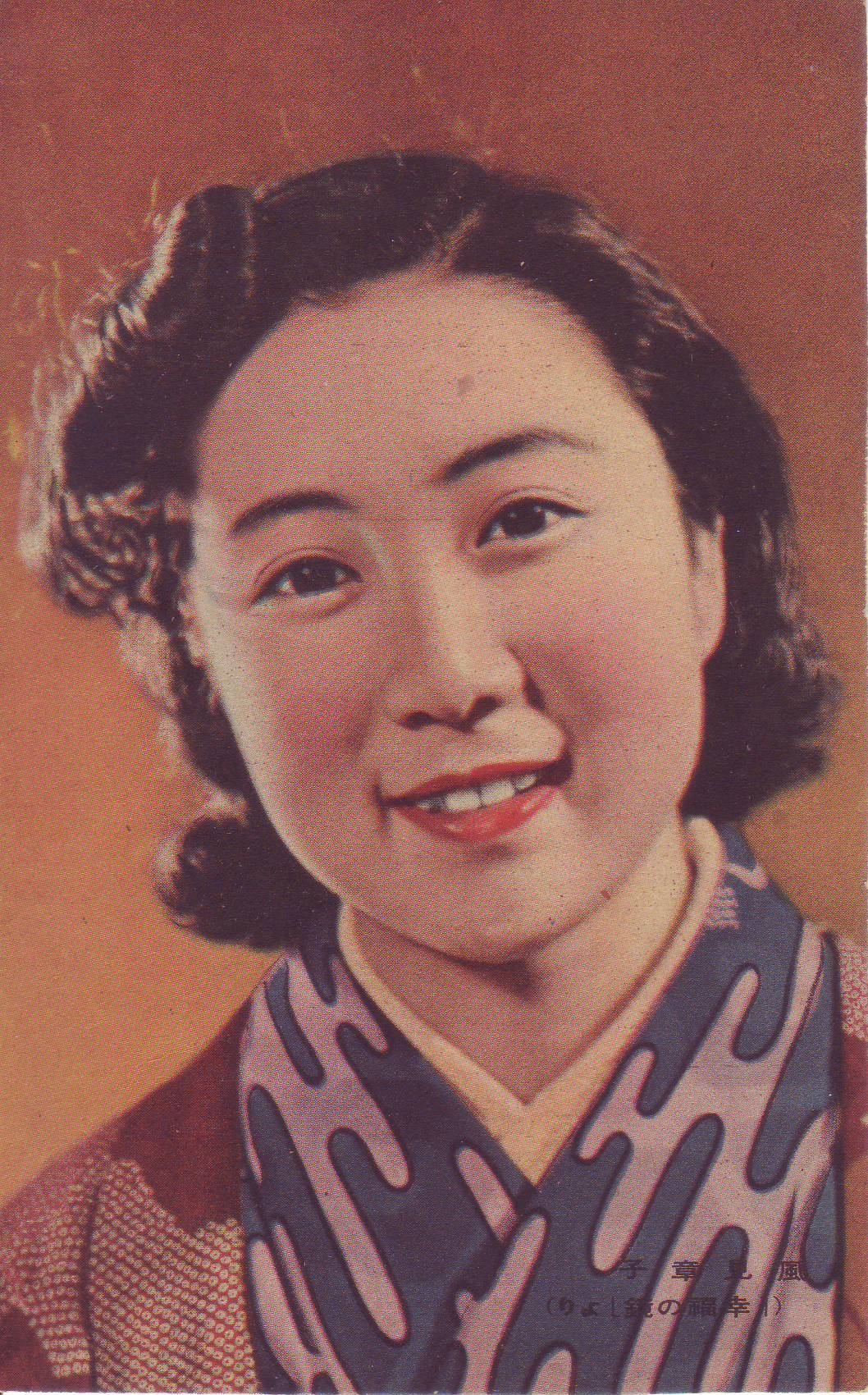
風見章子／9月28日没

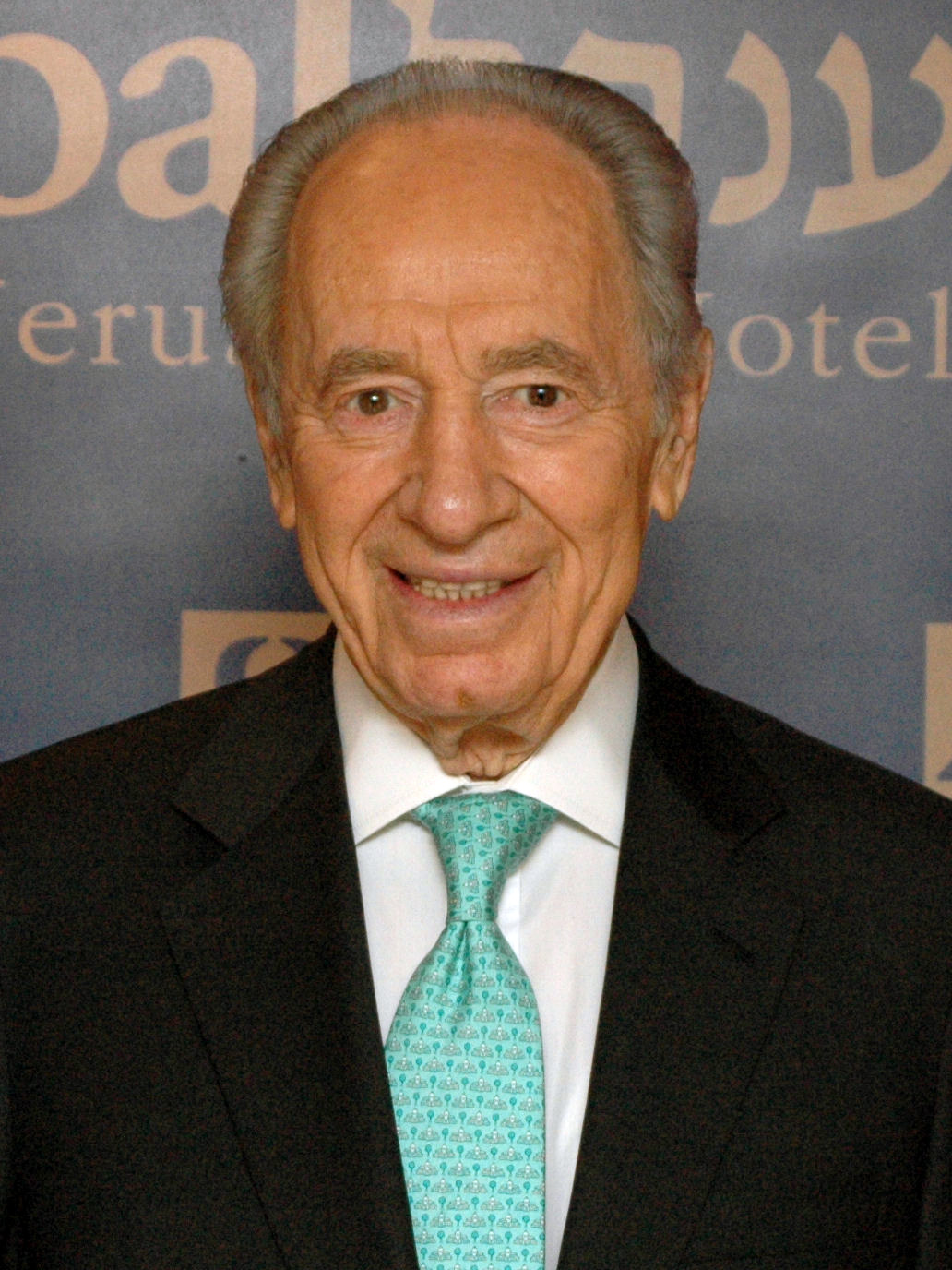
シモン・ペレス／9月28日没

- 9月16日 - カルロ・アツェリオ・チャンピ、イタリアの政治家、第73代首相、第10代大統領（* 1920年）[48]
- 9月16日 - エドワード・オールビー、アメリカ合衆国の劇作家（* 1928年）[49]
- 9月16日 - ウイリアム・パトリック・キンセラ、カナダの小説家、映画「フィールド・オブ・ドリームス」原作者（* 1935年）[50]
- 9月16日 - 福田武隼、日本の政治家、元栃木県真岡市長（* 1942年）[51]
- 9月16日 - 樋口邦利、日本の政治家、元埼玉県議会議長（* 1947年）[52]
- 9月16日 - 橋本千尋、日本の弁護士、元福岡県弁護士会会長、元日本弁護士連合会常務理事（* 1955年?）[53]
- 9月17日 - 戸口幸策、日本の音楽学者、成城大学名誉教授（* 1927年）[54]
- 9月17日 - 山本一義、日本のプロ野球選手【広島東洋カープ所属】、プロ野球監督、元ロッテオリオンズ監督（* 1938年）[55]

- 9月17日 - シャーミアン・カー、アメリカ合衆国の女優（* 1942年）[56]
- 9月17日 - 桧田仁、日本の政治家、医師、元自由民主党衆議院議員（* 1942年）[57]
- 9月17日 - 沢本正樹、日本の水工学者、東北大学名誉教授（* 1945年）[58]
- 9月17日 - 衿野未矢、日本のノンフィクション作家（* 1963年）[59]
- 9月18日 - 猪木令三、日本の薬理学者、大阪大学大学院歯学研究科名誉教授
- 9月18日 - 千場茂勝、日本の弁護士、水俣病第3次訴訟弁護団長（* 1926年?）[60]
- 9月18日 - 平井龍三郎、日本の実業家、ヒライ会長（* 1928年?）[61]
- 9月18日 - 藤家龍雄、日本の数学者、京都大学名誉教授（* 1930年）[62]
- 9月19日 - 松木ひろし、日本の脚本家（* 1928年）[63]
- 9月19日 - 清水立生、日本の物理学者、金沢大学名誉教授（* 1936年）[64]
- 9月20日 - 奥田吉郎、日本の政治家、元静岡県三島市長（* 1931年）[65]
- 9月20日 - 大沢輝秀、日本の実業家、オーエスジー会長（* 1938年）[66]
- 9月20日 - カーティス・ハンソン、アメリカ合衆国の映画監督、脚本家（* 1945年）[67]
- 9月20日 - 青井倫一、日本の経営学者、明治大学専門職大学院長、慶應義塾大学名誉教授（* 1947年）[68]
- 9月21日 - 中川正、日本の外科学者、名古屋大学名誉教授（* 1919年）[69]
- 9月21日 - 夏目晴雄、日本の官僚、第14代防衛事務次官（* 1927年）[70]
- 9月21日 - 塗師祥一郎、日本の洋画家（* 1932年）[71]
- 9月23日 - 稲村雲洞、日本の書家（* 1924年）[72]
- 9月23日 - 安友清、日本の政治家、元徳島県阿波町長（* 1936年?）[73]
- 9月23日 - 猪股和夫、日本の翻訳家（* 1954年）[74]
- 9月24日 - ビル・ナン、アメリカ合衆国の俳優（* 1953年）[75]
- 9月24日 - 田中弥生、日本の文芸評論家（* 1972年）[76]
- 9月25日 - 水原春郎、日本の俳人、聖マリアンナ医科大学名誉教授（* 1922年）[77]
- 9月25日 - 瀬原義生、日本の歴史学者、立命館大学名誉教授（* 1927年）[78]
- 9月25日 - 近藤公夫、日本の造園家、奈良女子大学名誉教授（* 1929年）[79]
- 9月25日 - アーノルド・パーマー、アメリカ合衆国のプロゴルファー（* 1929年）[80]
- 9月25日 - 浅井慶三郎、日本の経営学者、慶應義塾大学名誉教授（* 1930年）[81]
- 9月25日 - ホセ・フェルナンデス、キューバのプロ野球選手【マイアミ・マーリンズ所属】（* 1992年）[82]
- 9月26日 - ハーシェル・ゴードン・ルイス、アメリカ合衆国の映画監督（* 1929年）[83]
- 9月26日 - 藤渡辰信、日本の教育学者、元学校法人拓殖大学理事長（* 1932年）[84]
- 9月27日 - 大塚公、日本の実業家、元大塚化学社長（* 1927年）[85]
- 9月27日 - 鬼頭鎮三、日本のスポーツジャーナリスト、元日本高校野球連盟副会長（* 1933年?）[86]
- 9月27日 - 脇田晴子、日本の歴史学者、滋賀県立大学名誉教授（* 1934年）[87]
- 9月27日 - 近藤光男、日本の政治家、元静岡市議会議長（* 1938年）[88]
- 9月27日 - テント、日本のお笑い芸人（* 1951年）[89]
- 9月28日 - 風見章子、日本の女優（* 1921年）[90]

- 9月28日 - シモン・ペレス、イスラエルの政治家、第9代・第12代首相、第9代大統領（* 1923年）[91]
- 9月28日 - 岩田健、日本の彫刻家（* 1924年）[92]
- 9月28日 - 小沢馨、日本のプロ野球選手【大阪タイガース所属】、高校野球監督（* 1930年）[93][94]
- 9月28日 - 千葉仁、日本の剣道家、元警察官（* 1944年）[95]
- 9月29日 - 大森運夫、日本の日本画家（* 1917年）[96]
- 9月29日 - 高山一彦、日本の歴史学者、成蹊大学名誉教授（* 1924年）[97]
- 9月30日 - 五代夏夫、日本の小説家（* 1913年）[98]
- 9月30日 - 松下忠夫、日本の実業家、元西松建設副社長（* 1928年）[99]
- 9月30日 - 小林恵、日本のジャーナリスト（* 1933年）[100]
- 9月30日 - 上野利雄、日本の実業家、元小野薬品工業社長（* 1934年）[101]